# Agathosma perdita
Agathosma perdita är en vinruteväxtart som beskrevs av Hutchinson. Agathosma perdita ingår i släktet Agathosma och familjen vinruteväxter. Inga underarter finns listade i Catalogue of Life.